# Semiothisa occultata
Semiothisa occultata là một loài bướm đêm trong họ Geometridae.